# Hometown Cha-Cha-Cha
Hometown Cha-Cha-Cha (koreanischer Originaltitel: 갯마을 차차차, RR Gaenmaeul Chachacha ‚Küstenstädtchen Chachacha‘) ist eine südkoreanische Serie, die auf dem Film Mr. Handy, Mr Hong aus dem Jahr 2004 basiert. Die Premiere der Serie fand am 28. August 2021 auf dem südkoreanischen Kabelsender tvN statt. Im deutschsprachigen Raum erfolgte die Erstveröffentlichung der Serie am 9. Oktober 2021 auf dem Streamingdienst Netflix.

## Handlung
Yoon Hye-jin, eine intelligente und hübsche in der Großstadt wohnende Zahnärztin, verliert ihren Arbeitsplatz, nachdem sie der korrupten Oberärztin rechtschaffen Profitgier vorwirft. Hye-jin begibt sich auf einen Ausflug in das idyllische Küstenstädtchen Gongjin, wo sie dem Alleskönner Hong Du-sik begegnet. Du-sik genießt ein hohes Ansehen im Dorf, denn er kümmert sich ausgiebig um die Dorfesältesten und scheut vor keiner Gelegenheitsarbeit zurück. Zufällig kreuzen sich die Wege der beiden Charaktere mehrfach, und sie finden Gefallen aneinander, während Du-sik immer mal wieder Hye-jin aus der Patsche hilft.

## Besetzung und Synchronisation
Die deutschsprachige Synchronisation entstand 2022 nach den Dialogbüchern von Johanna Magdalena Schmidt sowie unter der Dialogregie von Nicolai Tegeler und Torsten Sense durch die Synchronfirma RRP Media in Berlin.

### Hauptdarsteller
| Rolle          | Schauspieler | Synchronsprecher |
| -------------- | ------------ | ---------------- |
| Yoon Hye-jin   | Shin Mina    | Özge Kayalar     |
| Hong Du-sik    | Kim Seon-ho  | Dirk Stollberg   |
| Ji Seong-hyeon | Lee Sang-yi  | Marc Bluhm       |

### Nebendarsteller
| Rolle           | Schauspieler   | Synchronsprecher                 |
| --------------- | -------------- | -------------------------------- |
| Oh Chun-jae     | Jo Han-chul    | Tom Solo                         |
| Yeo Hwa-jeong   | Lee Bong-ryun  | Nora Kunzendorf                  |
| Kim Gam-ri      | Kim Young-ok   | Margot Rothweiler                |
| Lee Min-young   | Bae Hae-sun    | Franziska Endres                 |
| Choi Bo-ra      | Go Do-yeon     | Lilli Mechler                    |
| Choi Geum-cheol | Yoon Seok-hyun | Benno Lehmann                    |
| Jang Yi-jun     | Ki Eun-yoo     | Nikita Steinert                  |
| Pyo Mi-seon     | Gong Min-jung  | Janina Isabell Batoly            |
| Jo Nam-suk      | Cha Chung-hwa  | Johanna Magdalena Schmidt        |
| Park Suk-ja     | Shin Shin-ae   | Gabriele Schramm-Philipp         |
| Lee Mat-yi      | Lee Yong-yi    | Sabine Walkenbach                |
| Ham Yun-gyeong  | Kim Joo-yeon   | Jessica Brösicke                 |
| Chang Yeong-guk | In Gyo-jin     | Amadeus Strobl                   |
| Choi Eun-cheol  | Kang Hyung-suk | Daniel Kröhnert                  |
| Oh Ju-ri        | Kim Min-seo    | Milena Rybiczka                  |
| Yu Cho-hui      | Hong Ji-hee    | Linda Stelzner                   |
| Wang Ji-won     | Park Ye-young  | Sarah Palarczyk                  |
| Kim Do-ha       | Lee Suk-hyeong | Michael Ernst                    |
| June            | Seong Tae      | Nando Schmitz                    |
| Yoon Tae-hwa    | Seo Sang-won   | Frank Röth                       |
| Lee Myung-shin  | Woo Mi-hwa     | Dorette Hugo                     |
| Ban Yong-hun    | Kim Sung-bum   | Nico Wiek                        |
| Seon-a          | Kim Ji-hyun    | Larissa Koch                     |
| Park Jeong-u    | Oh Eui-sik     | Fabian Oscar Wien                |
| Ha-rang         | Kim Han-sol    | Balthazar Gyan Alexis Kuppuswamy |

### Episodendarsteller
| Rolle          | Schauspieler | Synchronsprecher      |
| -------------- | ------------ | --------------------- |
| Kim Yeon-ok    | Lee Jung-eun | Sabina Trooger        |
| Kim Myeong-hak | Lee Si-hoon  | Julian Tennstedt      |
| Officer Lee    | Min Jung-sup | Olaf Meyer            |
| Betrüger       | Lee Ki-sub   | Matthias Scherwenikas |
| Kim Gi-hun     | Kim Hak-sun  | Harald Effenberg      |

## Einschaltquoten
| Folge        | Ausstrahlungsdatum | Einschaltquote        | Einschaltquote |
| Folge        | Ausstrahlungsdatum | AGB Nielsen           | AGB Nielsen    |
| Folge        | Ausstrahlungsdatum | Landesweit (Südkorea) | Seoul          |
| ------------ | ------------------ | --------------------- | -------------- |
| 1            | 28. August 2021    | 6,821 %               | 6,821 %        |
| 2            | 29. August 2021    | 6,666 %               | 6,687 %        |
| 3            | 4. September 2021  | 8,733 %               | 9,000 %        |
| 4            | 5. September 2021  | 8,742 %               | 9,300 %        |
| 5            | 11. September 2021 | 9,996 %               | 10,940 %       |
| 6            | 12. September 2021 | 10,270 %              | 11,038 %       |
| 7            | 18. September 2021 | 9,102 %               | 9,328 %        |
| 8            | 19. September 2021 | 8,145 %               | 8,472 %        |
| 9            | 25. September 2021 | 9,067 %               | 9,948 %        |
| 10           | 26. September 2021 | 11,397 %              | 12,432 %       |
| 11           | 2. Oktober 2021    | 9,299 %               | 9,935 %        |
| 12           | 3. Oktober 2021    | 10,723 %              | 11,649 %       |
| 13           | 9. Oktober 2021    | 9,171 %               | 9,396 %        |
| 14           | 10. Oktober 2021   | 11,643 %              | 12,477 %       |
| 15           | 16. Oktober 2021   | 10,347 %              | 10,535 %       |
| 16           | 17. Oktober 2021   | 12,665 %              | 13,322 %       |
| Durchschnitt | Durchschnitt       | 9,549 %               | 10,081 %       |

## Episodenliste
| Nr. | Deutscher Titel | Originaltitel | Erstausstrahlung (Südkorea) | Deutschsprachige Erstveröffentlichung (D/A/CH) |
| --- | --------------- | ------------- | --------------------------- | ---------------------------------------------- |
| 1   | Folge 1         | 1화           | 28. Aug. 2021               | 9. Okt. 2021                                   |
| 2   | Folge 2         | 2화           | 29. Aug. 2021               | 9. Okt. 2021                                   |
| 3   | Folge 3         | 3화           | 4. Sep. 2021                | 16. Okt. 2021                                  |
| 4   | Folge 4         | 4화           | 5. Sep. 2021                | 16. Okt. 2021                                  |
| 5   | Folge 5         | 5화           | 11. Sep. 2021               | 23. Okt. 2021                                  |
| 6   | Folge 6         | 6화           | 12. Sep. 2021               | 23. Okt. 2021                                  |
| 7   | Folge 7         | 7화           | 18. Sep. 2021               | 30. Okt. 2021                                  |
| 8   | Folge 8         | 8화           | 19. Sep. 2021               | 30. Okt. 2021                                  |
| 9   | Folge 9         | 9화           | 25. Sep. 2021               | 6. Nov. 2021                                   |
| 10  | Folge 10        | 10화          | 26. Sep. 2021               | 6. Nov. 2021                                   |
| 11  | Folge 11        | 11화          | 2. Okt. 2021                | 13. Nov. 2021                                  |
| 12  | Folge 12        | 12화          | 3. Okt. 2021                | 13. Nov. 2021                                  |
| 13  | Folge 13        | 13화          | 9. Okt. 2021                | 20. Nov. 2021                                  |
| 14  | Folge 14        | 14화          | 10. Okt. 2021               | 20. Nov. 2021                                  |
| 15  | Folge 15        | 15화          | 16. Okt. 2021               | 27. Nov. 2021                                  |
| 16  | Folge 16        | 16화          | 17. Okt. 2021               | 27. Nov. 2021                                  |